# Đorđe Rakić
Đorđe Rakić (Servisch: Ђорђе Ракић) (Kragujevac, 31 oktober 1985) is een Servisch voetballer die als spits speelt. Sinds de zomer van 2013 komt hij uit voor Rode Ster Belgrado.

## Carrière

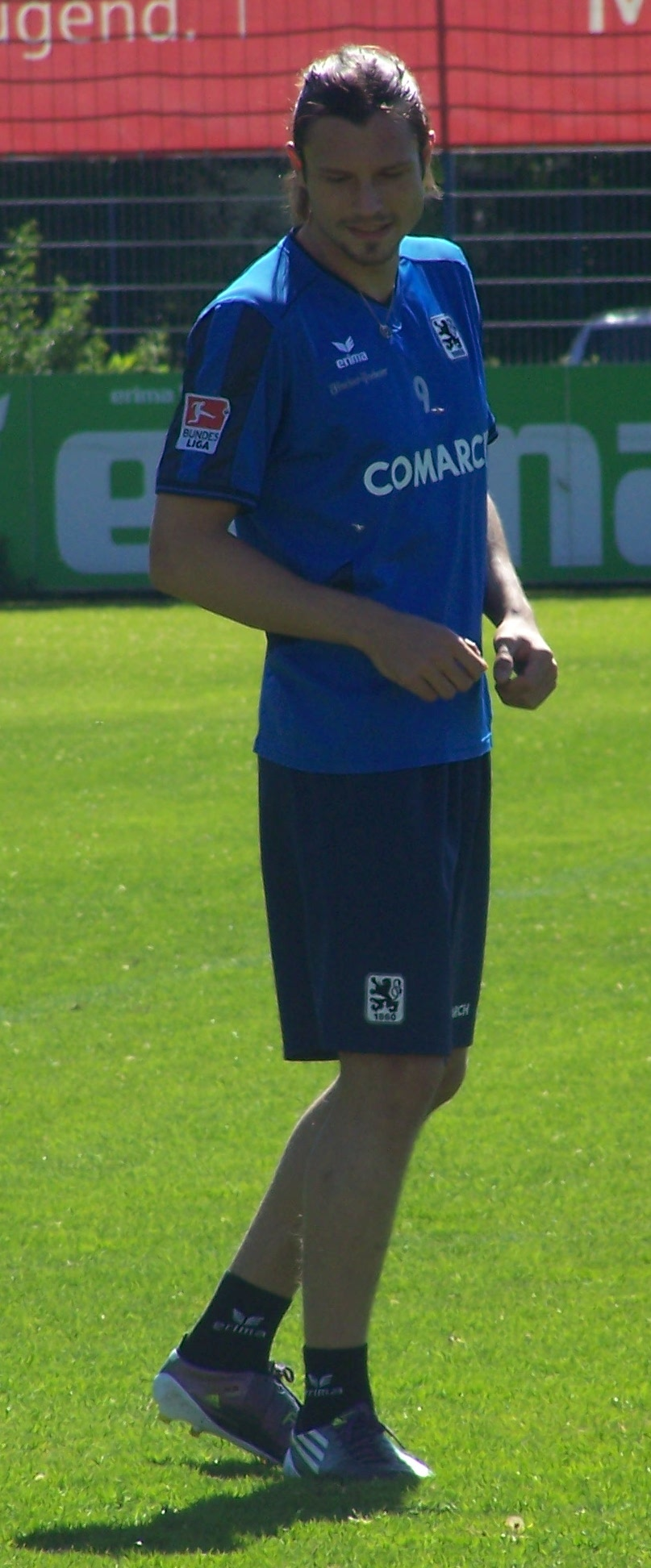
Rakić op de training van 1860 München.

### Radnički Kragujevac
Hij begon in 1992 bij Radnički Kragujevac waar hij tien jaar lang de jeugdreeksen doorliep om in 2003 te debuteren in de eerste ploeg van het team dat toen uitkwam in de tweede klasse van het Servisch voetbal. Hij zou hier uiteindelijk drie jaar blijven en in deze drie jaar kwam hij aan 64 officiële wedstrijden waarin hij 22 goals wist te scoren.

### OFK Beograd
In 2006 maakte hij de overstap naar de Superliga, de hoogste voetbalcompetitie in Servië, door te tekenen bij OFK Beograd. Hij zou hier maar 1 jaar spelen maar maakte in dat jaar een zeer goede indruk door 41 wedstrijden te spelen waarin hij 14 keer de weg naar de netten wist te vinden.

### Red Bull Salzburg
In 2007 versierde hij een transfer naar de Oostenrijkse topclub Red Bull Salzburg. In zijn eerste seizoen eindigde hij met de club op de tweede plaats. In het seizoen 2008-2009 werd hij uitgeleend aan de Italiaanse eersteklasser Reggina Calcio. In deze periode kwam hij aan 6 wedstrijden waarin hij slechts 1 basisplaats had. Na dit jaar speelde hij in het seizoen 2009-2010 opnieuw bij Red Bull Salzburg. In 2010 verliet hij de club, in de twee seizoenen dat Rakić er speelde kwam hij aan 16 wedstrijden en 2 goals.

### 1860 München
In 2010 maakte hij de overstap naar TSV 1860 München dat uitkomt in de Duitse tweede klasse. In zijn eerste half jaar bij de club speelde hij 14 wedstrijden waarin hij 3 goals scoorde. In de twee daaropvolgende seizoenen kwam hij in totaal aan 51 wedstrijden waarin hij 10 doelpunten wist te scoren.

### Qatar
In de zomer van 2012 stapte hij over naar Qatar om er bij Al-Gharrafa te gaan spelen. Hij speelde er een half jaar en scoorde 1 goal in 6 wedstrijden. In het tussenseizoen stapte hij weer over naar Al-Arabi een andere Qatarese club. Ook hier speelde hij maar een half seizoen waarin hij in 4 wedstrijden 1 goal wist te scoren.

### Rode Ster Belgrado
Voor aanvang van het seizoen 2013-2014 werd bekend dat hij terugkeerde naar zijn geboorteland waar hij voor de Servische topclub Rode Ster Belgrado ging spelen. In de eerste seizoenshelft kwam hij niet aan spelen toe door een knieblessure. Maar in de laatste drie maanden van de competitie wist hij toch nog 3 belangrijke goals te scoren in de 8 wedstrijden die hij speelden. Hiermee had hij ook nog een belangrijk aandeel in de landstitel die hij met de club wist te veroveren.

## Interlandcarrière
Van 2006 tot 2007 speelde hij mee in 11 wedstrijden voor de U21 van het Servisch voetbalelftal. In 2008 speelde hij ook nog 2 wedstrijden voor de U23 van zijn land, hierin wist hij ook nog 1 doelpunt te scoren.

## Palmares
| Nationaal         |    |      |
| Servisch kampioen | 1x | 2014 |

## Trivia
In juni 2013 trouwde hij met zijn Duitse vrouw Kim Danielle.
1 Stojković ·
2 Jovanović ·
3 Kolarov ·
4 Kačar ·
5 Rajković ·
6 Pavlović ·
7 Smiljanić ·
8 Gulan ·
9 Rakić ·
10 D. Tošić ·
11 Tadić ·
12 Fejsa ·
13 Mrdaković ·
14 Živković ·
15 Tomović ·
16 Z. Tošić ·
17 Stamenković ·
18 Kaluđerović ·
Coach: Đukić